# Amblyramphus holosericeus
O cardeal-do-banhado ou sargento-cardeal (Amblyramphus holosericeus) é uma ave da familia Icteridae, que habita áreas úmidas da América do Sul. É monotípico em seu gênero.
Esta espécie mede uns 24 cm. O bico é largo, fino e muito agudo. OS jovens têm a plumagem totalmente preta; as penas alaranjadas aparecem primeiro no peito e na garganta, que depois se estendem para a cabeça e a nuca.
Os cardeais-do-banhado vivem em pares em áreas úmidas do sul do Brasil, Paraguai e Uruguai e no nordeste da Argentina; na Bolívia existe uma população muito pequena a 600 m de altitude. Costumam se juntar no alto de uma planta.
Alimentam-se principalmente de frutas, completando sua dieta com sementes, insetos e outros invertebrados. Utilizam seu bico como um martelo para abrir comida.
São monogâmicos e os territórios são agrupados. O ninho tem formato de taça aberta, localizado em cima de um arbusto, nele são colocados dois ovos.
Foi declarado monumento natural em Entre Ríos na Argentina.